# Yonago

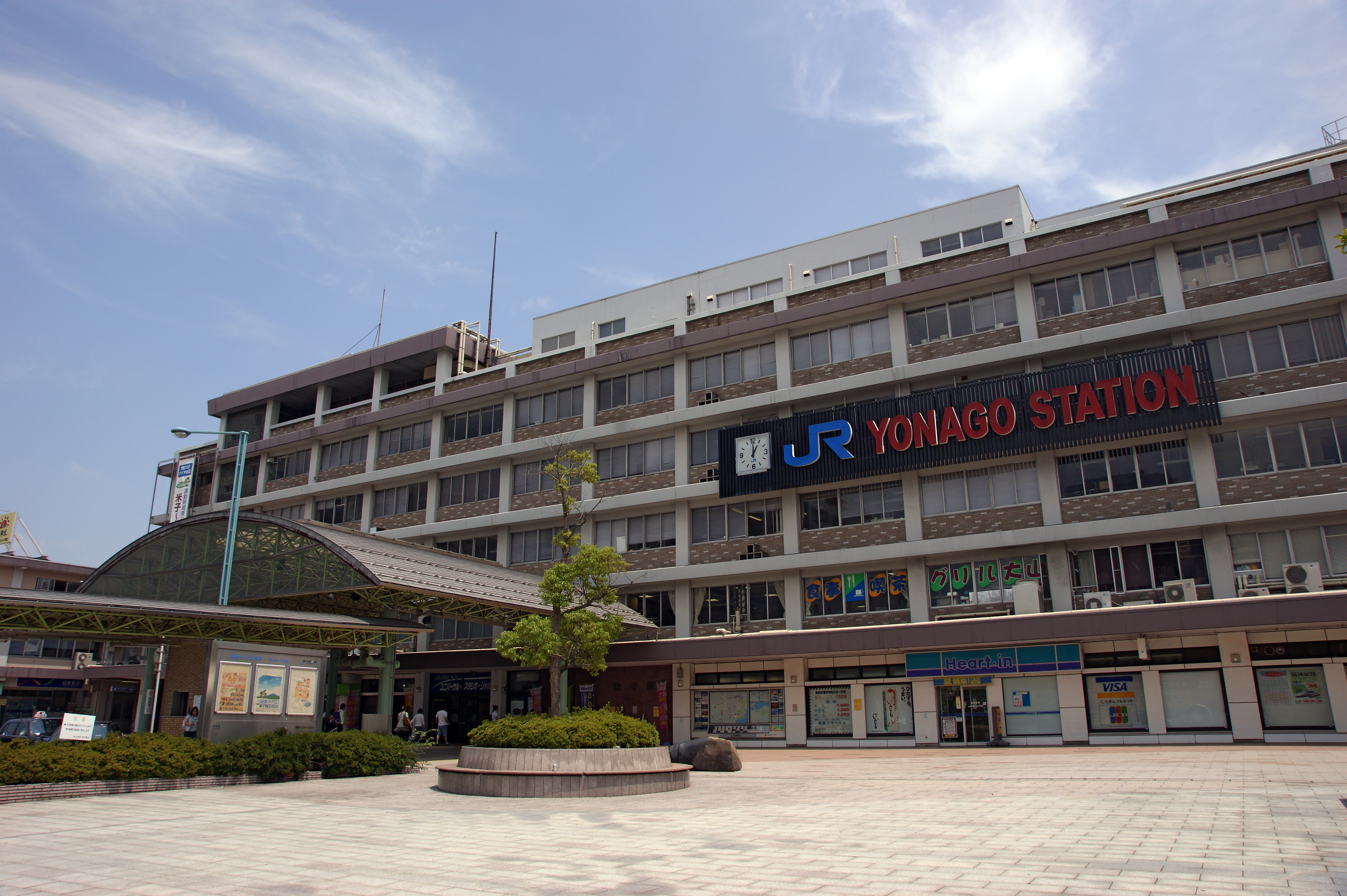
Gara

Yonago (米子市 Yonago-shi?) este un municipiu din Japonia, prefectura Tottori.